# Активация
Актива́ция (от лат. activus — действенный, деятельный) — возбуждение чего-то, например, молекул, атомов; переход молекулы из неактивного состояния в состояние с энергией, достаточной для осуществления химической реакции, например, механохимическая активация.

## Примеры
- В фотохимии — переход химической частицы на высший энергетический уровень.
- В теории реактивности — ослабление одного или нескольких химических связей в лиганде создаваемой комплексной соединения (пр., активация метана солями платины).
- В электрохимической коррозии — процесс перехода от пассивного к активному состоянию системы вследствие устранения пассивирующей плёнки. Необходимым условием активации является наличие отрицательного (относительно равновесного потенциала образования пассивирующей пленки) электродного потенциала (пр., при наличии катодного тока, восстановителей в смежном растворе, контакта с проводником, который имеет относительно большой отрицательный коррозионный потенциал.
- В химической термодинамике — введение энергии в химическую систему извне.
- В катализе — введение вещества (активатора), которая увеличивает скорость каталитической реакции. Если νo является скорость каталитической реакции в отсутствии активатора, а ее скорость ν в его присутствии, степень активации εa определяется как εa = (ν — νo)/νo = (ν/νo) — 1.
- В химической кинетике — переход молекулы из неактивного состояния в состояние с повышенной энергией, достаточной для осуществления химического превращения[2]; может осуществляться при неупругом соударении с другой молекулой, стенками реакционного сосуда и поверхностью катализатора, при взаимодействии с элементарными частицами, а химическая активация — за счёт другой экзотермической реакции, что происходит в том же реакторе.
- В ядерной химии — образование радиоактивных изотопов в результате облучения потоком ионизирующих частиц.
- В системах Windows - Период активации всех функций и возможностей, которые были предоставлены при покупкe; Открытие всех преимуществ  , которые недоступны без активации...